# Right There (Nicole Scherzinger)
Right There è un brano musicale della cantante pop statunitense Nicole Scherzinger, estratto come terzo singolo dal suo album di debutto da solista Killer Love, uscito il 17 maggio 2011 dall'etichetta discografica Interscope, e pubblicato come primo singolo negli USA. 

Il brano, un forte midtempo con sonorità elettropop, è stato pubblicato il 17 maggio 2011 ed è stato scritto da Ester Dean, Frank Romano, Daniel Morris e co-scritto e prodotto da Jim Jonsin. Nel video si vede anche la partecipazione del rapper 50 Cent. David Griffiths di 4Music ha descritto che Right There è molto simile alla canzone Rude Boy(2009) di Rihanna, cambiando solo il politer di tono. Continua dicendo che somiglianze sono sorprendenti perché sia Rude Boy e Right There sono state co-scritte da Dean. Il video musicale ha fatto il boom su YouTube raggiungendo i 3.000.000 di visualizzazioni in poco meno di due giorni, riuscendo a superare Lady Gaga con il video Judas con nemmeno 1.000.000 di visualizzazioni, nonostante entrambi i video siano stati pubblicati lo stesso giorno.

## Il video
Il video è stato girato due giorni dopo la pubblicazione del singolo, cioè il 19 maggio 2011. Il video vede la Scherzinger eseguire routine di danza seducenti, con abiti di stile Hawaiano. Alcune parti del video sono state girate con 50 Cent e vennero filmate il giorno successivo alle riprese delle parti del video dove c'era solo Nicole. È stato diretto da Paul Hunter, che ha già lavorato con Christina Aguilera, Eminem e Michael Jackson. Il video musicale è stato pubblicato in anteprima tramite il canale ufficiale della Scherzinger su Vevo, il 4 maggio 2011. La Scherzinger ha pubblicato due versioni del video, che sono state pubblicate in anteprima lo stesso giorno. La prima versione del video è stata per l'originale mix della canzone. Poi, la seconda versione e finale, è stata per il mix rielaborato della canzone che dispone di 50 Cent.

## Tracce
- Digital download[8]

1. "Right There" (featuring 50 Cent) — 4:22
2. "Right There" (versione solista) - 4:02

- Singolo[9]

1. "Right There" featuring 50 Cent — 4:22
2. "Right There" (Instrumental) — 4:03
3. "Don't Hold Your Breath" (Dave Audé Remix) — 7:16

- Remixes EP[10]

1. "Right There" (Wideboys Remix Full Club) — 6:09
2. "Right There" (Wideboys Dub Remix) — 7:01
3. "Right There" (Frankmusik Remix) — 3:18
4. "Right There" (The Sound of Arrows Remix) — 3:36

## Classifiche
| Classifica (2011)   | Posizione massima |
| ------------------- | ----------------- |
| Australia           | 8                 |
| Canada              | 44                |
| Danimarca           | 36                |
| Irlanda             | 7                 |
| Nuova Zelanda       | 7                 |
| Regno Unito         | 3                 |
| Repubblica Ceca     | 60                |
| Slovacchia          | 27                |
| Stati Uniti         | 39                |
| Stati Uniti (Pop)   | 17                |
| Stati Uniti (Dance) | 8                 |
| Svizzera            | 62                |

### Classifiche di fine anno
| Classifica (2011) | Posizione |
| ----------------- | --------- |
| Australia         | 78        |
| Romania           | 15        |